# فهرست والیان خلفا در طبرستان
این فهرستی است از والیانی که خلفای راشدین و خلفای دو سلسله امویان و عباسیان برای حکومت بر طبرستان برگزیده‌اند. برخی از افرادی که برای این امر فرمان یافتند، نقش فرمانده داشته و لزوماً حضورشان در فهرست به این معنا نیست که در طبرستان به حکومت نشسته باشند. چنانچه می‌دانیم فرشوادگر در زمان اسپهبد خورشید به دست خلفای عباسی سقوط کرد و نخستین والیان عرب بر طبرستان مستولی شدند و پس از آن در زمان شورش طبرستان هم بسیاری از فرماندهان به عنوان والی برای جنگ به فرماندهی لشکری به طبرستان عزیمت یافتند.
مهمترین منابع فهرست ذیل کتاب ابن اسفندیار و سکه‌های مضروب در زمان والیان هستند. گویا مواقعی حکام محلی طبرستان، به نام اسپهبدان، که از یکدیگر جدا و در مناطق مختلفی سلطنت داشتند، کنترل کامل بر قلمروشان را داشتند و والیان تنها به اخذ خراج و داشتن پایگاه نظامی یا حفاظت از مسلمانان می‌پرداختند.

## فهرست افراد
| خلفای راشدین      |                                      |                                              | |
| عمر               | سوید بن مقرن                         |                                              | ۱۸ یا ۲۲ هجری |
| عثمان             | سعید بن العاص                        |                                              | ۲۹ هجری |
| امویان            |                                      |                                              | |
| معاویه            | مصقله بن هبیره شیبانی                |                                              | با تمامی لشکریانش کشته شد. |
| معاویه            | محمد بن الاشعث                       |                                              | |
| عبدالملک          | مهلب بن ابی صفرا                     |                                              | ۷۸ یا ۷۹ هجری |
| عبدالملک          | قطری بن فجاة المازنی                 | سکه مضروب توسط قطری بن فجاه                  | |
| سلیمان            | یزید بن مهلب                         |                                              | ۹۸ هجری - پس از چندین جنگ ناکام برابر فرخان بزرگ توسط کارگزاران خود به قتل رسید.                                                             |
| عباسیان           |                                      |                                              | |
| منصور             | ابوالخصیب مرزوق السعدی               |                                              | ۱۴۰ تا ۱۴۲ هجری |
| منصور             | ابوخزیمه یا خازبن خزیمه تمیمی        |                                              | ۱۴۳ تا ۱۴۴ هجری |
| منصور             | ابوالعباس طوسی                       |                                              | مدت یک سال |
| منصور             | روح بن حاتم بن قیصر بن مهلب          |                                              | |
| منصور             | خالد بن برمک                         | سکه مضروب توسط خالد بن برمک در طبرستان       | ۱۱۶ تا ۱۱۹ هجری |
| منصور             | حسن بن حسین                          |                                              | |
| منصور             | عمر بن علا                           | سکه مضروب توسط عمر بن علاء در طبرستان        | ۷ سال (۱۲۰-۱۲۵ هجری) - وی ابتدا به اسپهبد خورشید پناهنده شده بود ولی در فتح طبرستان به خلیفه کمک کرد و پس از سنواتی به ولایت این ناحیه رسید. |
| مهدی              | سعید بن دعلج                         |                                              | ۱۲۵-۱۲۸ هجری |
| مهدی              | عمر بن علاء                          | سکه مضروب توسط عمر بن علاء در طبرستان        | ۱۲۷-۱۲۹ هجری |
| مهدی              | یحیی بن مخناق                        |                                              | ۱۲۹-۱۳۰ هجری |
| مهدی              | عبدالحمید مضروب                      |                                              | ۲ سال. شورش طبرستان در زمان او آغاز شد و به مرگ او انجامید.                                                                                  |
| مهدی              | سالم فرغانی                          |                                              | او و والیان پس از او در زمان خلافت مهدی، همراه با لشکریان برای سرکوب شورش طبرستان راهی می‌شدند. سالم در اسرم کشته شد.                         |
| مهدی              | فراشه                                |                                              | کشته شده در نبردی در لاویج. |
| مهدی              | روح بن حاتم                          |                                              | به علت کشتار و ظلم بیش از حد عزل شد. |
| مهدی              | خالد بن برمک                         | سکه مضروب توسط خالد بن برمک در طبرستان       | با قارنوندیان صلح کرد. |
| مهدی              | عمر بن علاء                          | سکه مضروب توسط عمر بن علاء در طبرستان        | |
| مهدی              | تمیم بن سنان                         |                                              | |
| مهدی              | یزید بن مزید                         |                                              | |
| مهدی              | حسن بن قحطبه                         |                                              | |
| ابومحمد موسی هادی |                                      |                                              | ابتدا خود به عنوان والی از سوی پدرش انتخاب شد ولی پس از رسیدن به خلافت طبرستان را به قارنوندیان سپرده و ونداد هرمزد را به گروگان برد.        |
| هارون‌الرشید       | جریر بن یزید                         |                                              | ۱۳۷-۱۳۵ هجری |
| هارون‌الرشید       | معاذ                                 |                                              | ۱۳۶ هجری |
| هارون‌الرشید       | سلیمان بن موسی                       | سکه مضروب توسط سلیمان در طبرستان             | ۸ماه |
| هارون‌الرشید       | بن هانی                              |                                              | ۱۳۷-۱۳۸ |
| هارون‌الرشید       | مقاتل                                |                                              | ۱۳۹ هجری |
| هارون‌الرشید       | عبدالله بن قحطبه                     |                                              | ۱۳۹-۱۴۰ هجری |
| هارون‌الرشید       | ابراهیم                              |                                              | ۱۴۱ هجری |
| هارون‌الرشید       | عثمان بن نهیک                        |                                              | |
| هارون‌الرشید       | سعید بن مسلم بن قتیبه بن مسلم        |                                              | |
| هارون‌الرشید       | عبدالله بن عبدالعزیز بن حماده        |                                              | ۱۰ ماه در ۱۷۷ هجری |
| هارون‌الرشید       | مثنی بن الحجاج                       |                                              | ۱ سال و ۴ ماه در ۱۷۷ تا ۱۷۹ هجری |
| هارون‌الرشید       | عبدالملک بن قعقع                     |                                              | یک سال در ۱۷۹-۱۸۰ هجری |
| هارون‌الرشید       | فضل بن یحیی                          |                                              | |
| هارون‌الرشید       | عبدالله بن حازم                      |                                              | |
| هارون‌الرشید       | محمود و موسی بن یحیی بن خالد بن برمک |                                              | |
| هارون‌الرشید       | یحیی بن یحیی                         |                                              | |
| هارون‌الرشید       | جهضم بن خباب                         |                                              | |
| هارون‌الرشید       | خلیفه بن هارون الجواهری              |                                              | |
| هارون‌الرشید       | عبدالله بن سعید الجریشی              |                                              | ۴ماه در ۱۸۷ هجری |
| هارون‌الرشید       | عبدالله بن مالک                      |                                              | |
| مأمون             | عبدالله بن خردادبه                   | سکه مضروب توسط عبدالله بن خردادبه در طبرستان | ۲۰۱ هجری |
| مأمون             | محمد بن خالد                         |                                              | |
| مأمون             | موسی بن حفص                          |                                              | |
| مأمون             | محمد بن موسی بن حفص                  |                                              | |
| معتصم             | ابندار بن مونی                       |                                              | ۲۲۴ هجری |
| معتز              | مفلح                                 |                                              | جمادی‌الاخر ۲۵۵ هجری |
| معتز              | احمد بن محمد السکنی-شاری             |                                              | حاکم گرگان بوده. |
| معتمد             | رافع بن هرثمه                        |                                              | ۲۷۲ تا ۲۸۲ هجری |